# 莱南 (汝拉省)
莱南（法語：Les Nans，法語發音：[le nɑ̃]）是法国汝拉省的一个市镇，属于隆斯勒索涅区。

## 地理
莱南（46°47'27"N, 5°58'28"E）面积8.05 平方千米，位于法国勃艮第-弗朗什-孔泰大區汝拉省，该省份为法国东部内陆省份，北起上索恩省，西北接科多尔省，西临索恩-卢瓦尔省，南至安省，东与杜省和瑞士接壤。
与莱南接壤的市镇（或旧市镇、城区）包括：沙普瓦、埃克维永、勒拉尔德雷、勒拉泰、穆尔南-沙尔博尼、穆图、翁格利耶尔、圣日耳曼昂蒙塔涅。

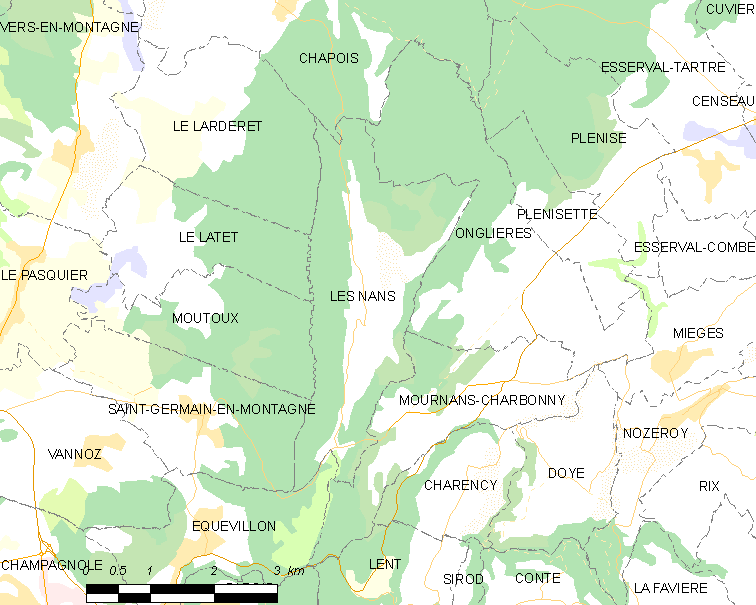
的OSM定位图

莱南的时区为UTC+01:00、UTC+02:00（夏令时）。

## 行政
莱南的邮政编码为39300，INSEE市镇编码为39381。

## 政治
莱南所属的省级选区为尚帕尼奥勒县。

## 人口

1962-2008年间人口变化图示

莱南于2022年1月1日时的人口数量为98人。